# Arenopontia australis
Arenopontia australis är en kräftdjursart som beskrevs av Claude Chappuis 1952. Arenopontia australis ingår i släktet Arenopontia och familjen Leptopontiidae. Inga underarter finns listade i Catalogue of Life.